# 耶律朮烈
耶律 朮烈（やりつ じゅつれつ）は、北遼の第4代皇帝。興宗の子の秦越王耶律阿璉の子。北遼の初代皇帝の天錫帝の後継者。

## 生涯
1122年に天錫帝が没すると、後継者は秦王耶律定（天祚帝の五男）がその後を継いだ。その秦王が亡くなると、その同母兄である梁王耶律雅里（天祚帝の次男）が継いだ。
1123年10月になり、梁王耶律雅里が31歳で没すると、蕭徳烈ら北遼の大臣たちは朮烈を擁立した。しかし、11月に金に南京が包囲され、同時に内紛もあって朮烈は家臣たちによって弑された。このために、北遼は滅亡を迎えることになった。

## 宗室

### 后妃
- 不詳

### 子女
- 不詳

## 伝記資料
- 『遼史』巻二十九、皇子表